# Paphiopedilum supardii
Paphiopedilum supardii är en orkidéart som beskrevs av Guido Jozef Braem och Löb. Paphiopedilum supardii ingår i släktet Paphiopedilum och familjen orkidéer. Inga underarter finns listade i Catalogue of Life.